# منزل مارسيلوس باتريك

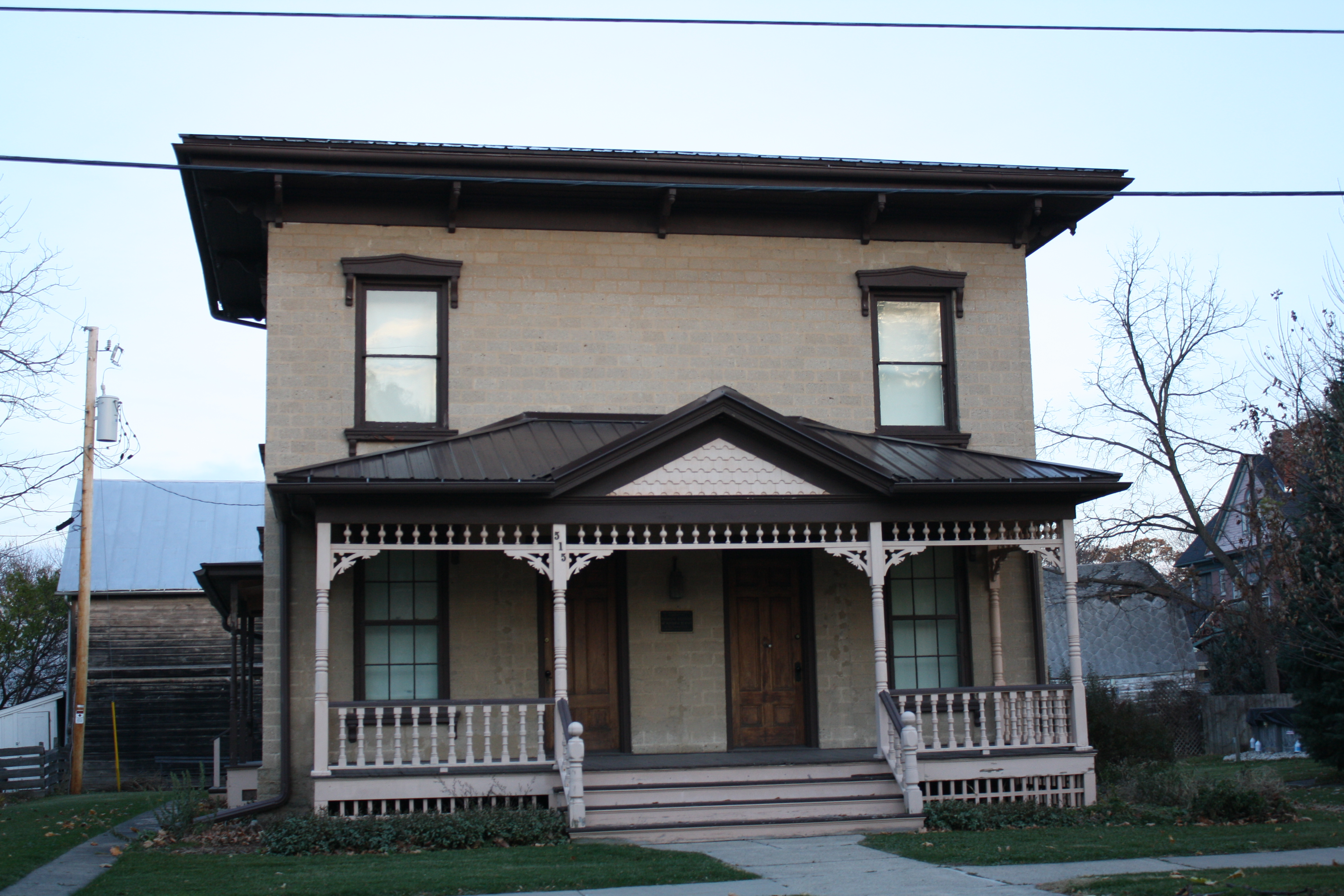
منزل مارسيلوس باتريك.

منزل مارسيلوس باتريك (بالانجليزية: Marcellus Pedrick House) يعرف أيضًا باسم منزل بدريك لاوسون، يقع المنزل في ريبون، ويسكونسن في الولايات المتحدة الأمريكية، تم إضافة المنزل في السجل الوطني الأمريكي للأماكن التاريخية، وذلك في عام 1976، وتعود ملكية المنزل إلى الجمعية التاريخية في ريبون، ويسكونسن وتم المحافظة عليه كمتحف تاريخي.

## التاريخ
تم بناء المنزل من قبل مارسيلوس بدريك كبيت له ولزوجته في 1850، ثم انتقل بدريك إلى ريبون في نيويورك في عام 1849، وعاش في المنزل هوليس اتكينز وعائلته من عام 1903 إلى عام 1918، وفي عام 1919 انتقلت لويزا لابيل للعيش في المنزل، وبقيت هناك حتى وفاتها في عام 1973، وفي العام نفسه انتقلت مملكية المنزل إلى الجمعية التاريخية في ريبون، وذلك بناءً على وصية لويزا.

## وصلات خارجية
- جمعية ريبون التاريخية